# Tuttintorno
Tuttintorno è un album della cantante Gigliola Cinquetti inciso nel 1991.

## Tracce
1. Abbassando (Giuseppe D'Argenzio, Peppe Servillo)
2. Come viviamo questa età (Mimmo Locasciulli)
3. Notte di stelle (Enrico Ruggeri, Luigi Schiavone)
4. Odor di maggio (Mimmo Locasciulli)
5. Prima del temporale (Enrico Ruggeri, Luigi Schiavone)
6. Le storie (Mimmo Locasciulli, Roberto Esposito, Riccardo Benvenuto)
7. Le amiche (Mimmo Locasciulli)
8. Io sono tua (Mimmo Locasciulli, Pietro Sinisi)
9. Luna vagabonda (Mimmo Locasciulli)
10. Quel tuo cuore da re (Mimmo Locasciulli, Riccardo Benvenuto)